# Sinallagma
Un sinallagma (dal greco antico συναλλάττω synallatto o anche proprio συνάλλαγμα synallagma, derivati di συναλλάσσω synallasso "contrarre, stipulare", composizione di σύν "insieme" e ἀλλάσσω "prendere o dare in cambio", perciò "mutuo scambio, scambio vicendevole"), anche detto nesso di reciprocità, è un elemento costitutivo implicito del contratto a obbligazioni corrispettive, quello cioè nel quale ogni parte assume l'obbligazione di eseguire una prestazione (di dare o di fare) in favore delle altre parti esclusivamente in quanto tali parti a loro volta assumono l'obbligazione di eseguire una prestazione in suo favore.

## Caratteri generali

### La corrispettività
La corrispettività consiste dunque in un rapporto di condizionalità reciproca tra le prestazioni. L'elemento in oggetto rappresenta il punto di equilibrio raggiunto dalle parti in sede di formazione del negozio giuridico nella congiunta volontà di scambiarsi diritti e obbligazioni attraverso lo scambio di una prestazione con una controprestazione.

### Clausole limitative
Si discute se la previsione contrattuale di una clausola limitativa della proponibilità di eccezioni di inadempimento, ad esempio una clausola solve et repete (in genere apposta per rafforzare la garanzia dell'adempimento della controparte), possa minare la corretta sussistenza del sinallagma, o la stessa natura sinallagmatica del contratto. Lo sbilanciamento delle prestazioni, squilibrato nella sperequazione fra i possibili modi di protezione dei diritti derivanti dal negotium, vizierebbe infatti il principio della corrispettività delle prestazioni. L'interpretazione sistematica dell'art. 1462 c.c. induce a credere che la clausola in parola consenta solo di privare il contraente delle eccezioni di cui agli artt. 1460 e 1461 c.c. (eccezioni d'inadempimento e di mutamento delle condizioni patrimoniali).

## Tipologie
Vengono comunemente distinti due momenti del rapporto sinallagmatico:
- il cosiddetto sinallagma genetico relativo al momento della nascita delle obbligazioni corrispettive.
- il cosiddetto sinallagma funzionale che attiene alla vita delle obbligazioni.

### Sinallagma genetico
Classicamente, si riassume che la causa dell'obbligazione di una parte è l'obbligazione dell'altra parte (e vicendevolmente per questa). Il riscontro di un vizio, anche eventualmente sopravvenuto, di una delle obbligazioni, fa quindi venir meno la causa dell'obbligazione corrispettiva, che conseguentemente cessa di essere dovuta.

### Sinallagma funzionale
Il sinallagma, in questo tipo di contratti (appunto detti "sinallagmatici"), pone in relazione le obbligazioni rispettivamente assunte, in modo che non solo ciascuna di esse sia vincolata alle altre, ma anche l'adempimento di ciascuna di esse sia vincolato all'adempimento delle altre. Da questo vincolo discendono perciò, in senso negativo, il noto principio per il quale una parte ha il diritto di non adempiere alle obbligazioni assunte, quando l'altra parte sia inadempiente nei suoi confronti, riassunto nel brocardo "inadimplenti non est adimplendum". Ne conseguono, tradotto in procedura, l'eccezione di inadempimento e, in diritto sostanziale, la risoluzione per inadempimento.

## Sinallagma innominato
Il rapporto sinallagmatico sottende anche molti contratti che, non avendo una specifica regolamentazione nel codice civile sono chiamati innominati.
Le seguenti locuzioni latine sottendono legami sinallagmatici:
1. do ut des
2. do ut facias
3. facio ut des
4. facio ut facias[2]

## Un esempio: la compravendita
Un caso classico di contratto sinallagmatico è il contratto di compravendita, nel quale una parte si obbliga a corrispondere una quantità di denaro o di altro valore fungibile esclusivamente solo in quanto l'altra parte le trasferisce la proprietà di un bene o di un diritto; contemporaneamente, l'altra parte si determina a trasferire la proprietà di quanto negoziato, solo in quanto l'altro contraente assume l'obbligo di pagare il prezzo. L'apparente duplicazione di concetti descrive in realtà il rapporto di condizionalità reciproca delle opposte prestazioni.